# جسر جوي
الجسر الجوي هو عملية منظمة لنقل الامدادات العسكرية والعسكر بشكل دائم عبر طائرات النقل العسكرية.
تنقسم الجسور الجوية إلى قسمين مختلفين، تكتيكي واستراتيجي. يتضمن النقل الجوي الاستراتيجي نقل كميات كبيرة من المعدات لمسافات طويلة مثل النقل فوق قارة، بينما النقل التكتيكي يركز على توصيل الموارد والمعدات إلى موقع معين وبدقة عالية.
يمكن نقل الإمدادات بواسطة وسائل متعددة ومتنوعة تبعاً للوضع. عندما تُحدد الوجهة يجب أن يكون المجال الجوي أمناً، عندها تهبط الطائرات إلى المطار أو القاعدة الجوية الملائمة لتفرغ حمولتها على الأرض. عندما يكون خيار الهبوط لنشر الامدادات في منطقة معينة غير ممكناً، فإن طائرة الحمولة تسقط الامدادات بواسطة مظلات متوسطة الحجم متصلة بصندوق المؤونة. عندما تكون المنطقة المقصودة صغيرة جداً أو من الخطر إنزال المظلات، تستعمل طريقة الإنزال المنخفض.

## الإنزال التكتيكي
أمثلة عن طائرات الإنزال التكتيكي التي استعملت في أواخر القرن العشرين وبداية القرن الواحد والعشرين:
- إيرباص العسكرية أي300إم[1].
- أنتونوف أن-12.

## وصلات إضافية
- الفيلم القصير AIRLIFT ... WORKING FOR HUMANITY (1979) متوفر للتحميل من موقع أرشيف الإنترنت [المزيد]